# Ann Leslie
A Dama Ann Elizabeth Mary Leslie, DBE (28 de janeiro de 1941 – 25 de junho de 2023) foi uma jornalista paquistanesa naturalizada britânica, que escreveu para o Daily Mail.

## Educação
Ann Leslie nasceu em Raualpindi, na Índia britânica (agora Paquistão), onde passou seus primeiros anos, frequentando uma escola de língua inglesa e " testemunhando os trens assassinos da Partição". Em 1950, seus pais a enviaram para um internato na Inglaterra, onde ela frequentou a Presentation Convent School na cidade de Matlock, em Derbyshire, e a St. Leonards-Mayfield School, no condado de East Sussex. Dois anos depois, ela passou a frequentar a Lady Margaret Hall, em Oxford.

## Carreira

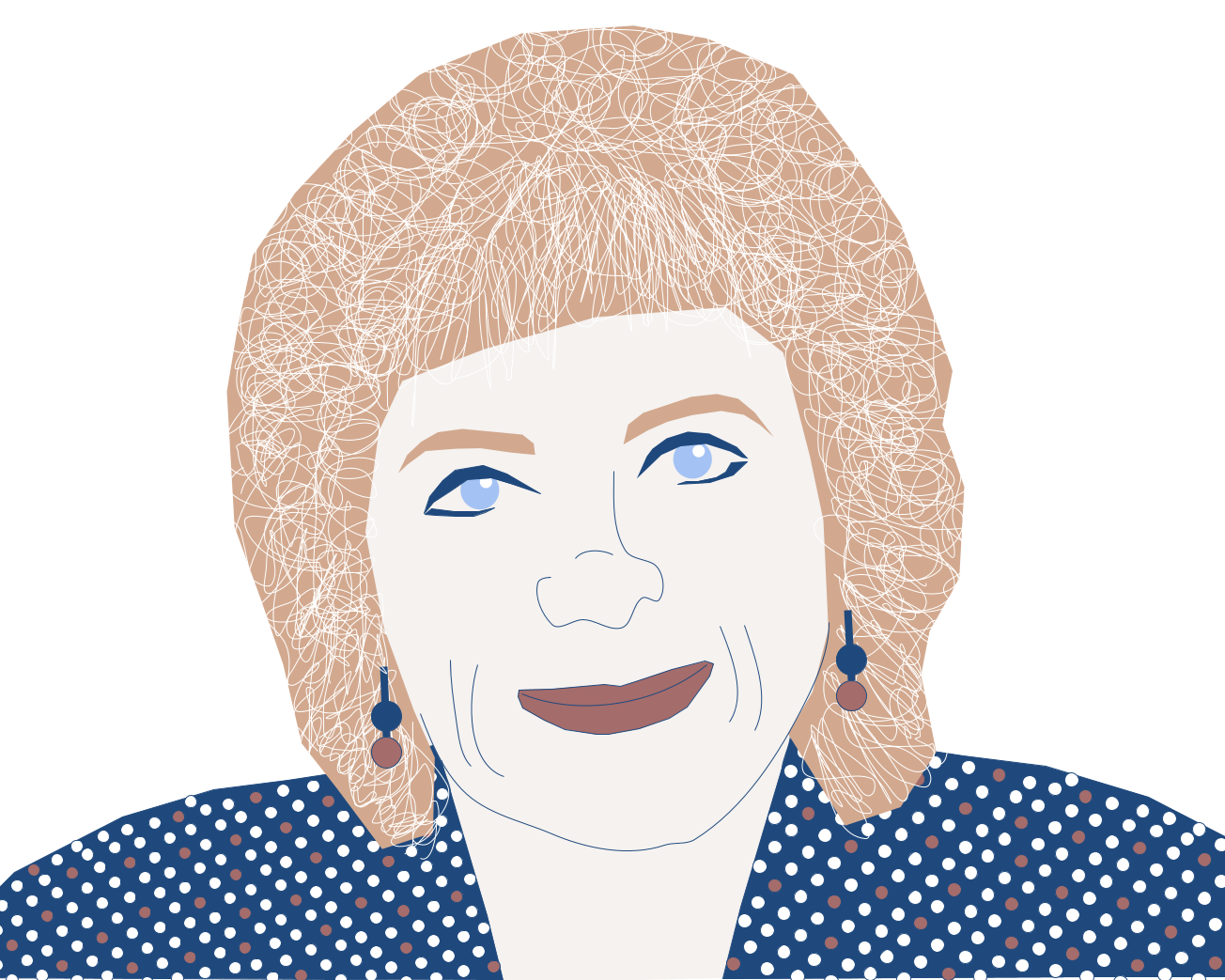

Seu primeiro trabalho no jornalismo foi no Daily Express, em Manchester, em 1962. Ann Leslie mudou-se para o Daily Mail, em 1967. Ela entrevistou grandes estrelas de cinema, artistas e figuras políticas e fez reportagens sobre inúmeras guerras, conflitos civis e histórias políticas em cerca de setenta países. No lançamento da Reuters / Press Gazette do Hall da Fama do Jornal, ela foi apontada como uma das jornalistas mais influentes dos últimos quarenta anos. Em The Great Reporters, de David Randall (celebrando os 13 melhores jornalistas britânicos e americanos de todos os tempos), ela é descrita como "a repórter mais versátil de todos os tempos".
Ela foi uma comentarista regular de assuntos atuais na BBC (Question Time, Any Questions?, Dateline London), Sky News e organizações internacionais de radiodifusão.
Ann Leslie foi entrevistada pela National Life Stories (C467/18) em 2007–8 para a coleção 'Oral History of the British Press' mantida pela British Library.
Ann Leslie foi entrevistada no documentário de 2012 The Diamond Queen, sobre a rainha Elizabeth II.

### Reportagens importantes
Eventos significativos sobre os quais ela relatou incluem a queda do Muro de Berlim, o golpe fracassado contra Mikhail Gorbachev e a caminhada final de Nelson Mandela para a liberdade. Ela fez entrevistas secretas no Irã e na Coreia do Norte. Depois de uma experiência perigosa em uma fazenda da ZANU no Zimbábue, Ann Leslie voltou ao hotel da imprensa em Harare, capital do Zimbábue, onde outras repórteres enviaram histórias sem se aventurar a sair do hotel. Ela as chamava de senhoras Avon; interessadas apenas em maquiagem (como em histórias inventadas).
Seu livro de memórias, Killing My Own Snakes, foi publicado em 2008.

## Prêmios
Ann Leslie ganhou nove British Press Awards e ganhou dois Lifetime Achievement Awards. Em 1999, ela recebeu o prêmio James Cameron de reportagem internacional. Recebeu a Ordem do Império Britânico (DBE) em 30 de dezembro de 2006, pelos seus "serviços ao jornalismo". Em 2012, Ann Leslie ganhou o Prêmio de Contribuição Extraordinária para o Jornalismo no oitavo International Media Awards anual, em Londres, em 5 de maio de 2012. Ela foi reconhecida como uma das 100 mulheres da BBC em 2013.

## Morte
Leslie morreu em 25 de junho de 2023, aos 82 anos.